# Thelotrema crassisporum
Thelotrema crassisporum är en lavart som beskrevs av Mangold. Thelotrema crassisporum ingår i släktet Thelotrema och familjen Graphidaceae.   Inga underarter finns listade i Catalogue of Life.